# Erich Traub
Erich Traub (1906-1985) va ser un científic alemany, especialitzat en veterinària i virologia

## Desenvolupament
Durant els anys 30, es va dedicar a la recerca en vacunes i virus, incloent el virus de pseudorabia i els virus de la Coriomeningitis linfocítica (LCM), a l'Institut Rockefeller de Recerca Mèdica Rockefeller, Princeton, NJ.
Traub va treballar a la Universitat de Giessen, Alemanya, des del 1938 al 1942, i des del 1942 al 1948 en el Reichsforschungsanstalt (für Viruskrankheiten der Tiere) a Insel Riems (Illa Riems), que era un institut alemany de recerca de virus animals localitzat en el Mar Bàltic, ara anomenat Friedrich Loeffler Institute. El Reichsanstalt era dirigit pel Prof. Dr. Otto Waldmann; Traub era el vicepresident i treballava directament per al subordinat d'Adolf Hitler, Heinrich Himmler. A Insel Riems, la feina del Dr. Traub va incloure anar a recollir personalment virus de la Pesta Bovina a Anatòlia, aïllant-lo per poder-lo emprar com a arma contra el bestiar soviètic. El Dr. Traub també va experimentar amb el bacteri de Glanders destinant un especial interès en els seus estudis sobre els microorganismes que destruïen el cervell.

## Portat als Estats Units
En les acaballes de la Segona Guerra Mundial, el Govern dels Estats Units va decidir portar als Estats Units als científics nazis que tinguessin tecnologies de punta. Així Traub va ser portat als Estats Units des de la Unió Soviètica el 1949 sota l'auspici del programa del Govern dels Estats Units, Operació Paperclip, destinat a explotar el coneixement nazi aconseguit per Alemanya durant el III Reich.
Des de 1949 - 1953 va estar associat al Naval Medical Research Institute de Bethesda (Operació Paperclip). Després, el 1953, va fundar i va dirigir una nova branca de l'Institut Loeffler aTübingen, Alemanya, dirigint-lo des de 1953 fins al 1963.

## Acusacions de nazisme
En el llibre Lab 257, Michael Carroll afirma que Traub era un Nazi (Traub era membre del NSKK (cos de motoristes, subsidiari de les SA, des de 1938-1942; ell no era membre del NSDAP o SS; Traub i la seva esposa eren membres del Amerika Deutscher Bund des de 1934-1935). Tot i que, en els Judicis de Nuremberg, l'organització NSKK va ser declarada condemnable però no criminal, Carroll afirma que Traub treballava directament per a Heinrich Himmler, cap de les SS i de la Gestapo, qui el 1943 va prendre el control de l'Innenministerium (en idioma alemany: Innenministerium, ‘Ministeri de l'Interior’); el Reichsanstalt va ser transferit administrativament al Ministeri de l'Interior el 1943. La cadena de comandament era Himmler, Conti, Dr. Kurt Blome, Waldmann i Traub. El 1944 Blome va ordenar a Traub recollir personalment bacteris de Pesta Bovina a Turquia; però al seu retorn es va comprovar que la cepa no era virulenta, així que l'empresa va ser un fracàs.
Carroll afirma també que Traub va visitar els laboratoris de recerca de Plum Island, New York en almenys 3 ocasions en la dècada de 1950. La instal·lació de Plum Island, operada pel Departament d'Agricultura, feia experimentacions en la malaltia glosopeda, una de les àrees d'experiència de Traub. A Traub li va ser oferta una posició executiva a Plum Island el 1958, la qual va declinar. Carroll i John Loftus, afirmen que encara que els Estats Units van desenvolupar bacteris a Plum Island, la connexió entre Plum Island - Malaltia de Lyme - Erich Traub és només ficció. Traub va treballar com a expert en febre aftosa per a la FAO des de 1963 al 1967, i a Ankara, Turquia, des de 1969 fins al 1971. Es retirà del servei civil alemany federal el 1971. El 1972, en ocasió del 500 aniversari de la Ludwig-Maximilians-Universität - LMU), de Múnic, Traub va rebre el Doctorat Honoris causa pels seus assoliments en virologia bàsica i aplicada (recerca bàsica en virus de la Coriomeningitis linfocítica (LCM); definició i diagnòstic de ceps de Febre Aftosa (FMD) i les seves variants; desenvolupament d'adsorbents bovins contra la Grip aviaria, la Malaltia de Teschner del porc, i erisipelas del porc).
L'Alemanya Nazi no va produir armes biològiques. Hitler personalment va bloquejar el desenvolupament de tals armes. Es va donar suport al desenvolupament de vacunes amb motius defensius com és conegut, la Convenció sobre Armes Biològiques (BWC), va entrar en vigència el 26 de març de 1975, prohibint el desenvolupament, producció, i emmagatzematge d'armes biològiques o tòxiques; només permetent-se els aspectes de guerra biològica concernents a la profilaxi i altres desenvolupaments pacífics. La recerca sobre vacunes és legítima, no obstant això hi ha alguns membres de la comunitat científica internacional com la Dra Patricia Doyle, PhD que veuen el laboratori de Traub simplement com una prolongació de Fort Detrick, i com a tal està lligat a l'estudi dels virus com a armes, virus com el de la sida o el virus del Nil Occidental.